# Coen Dillen

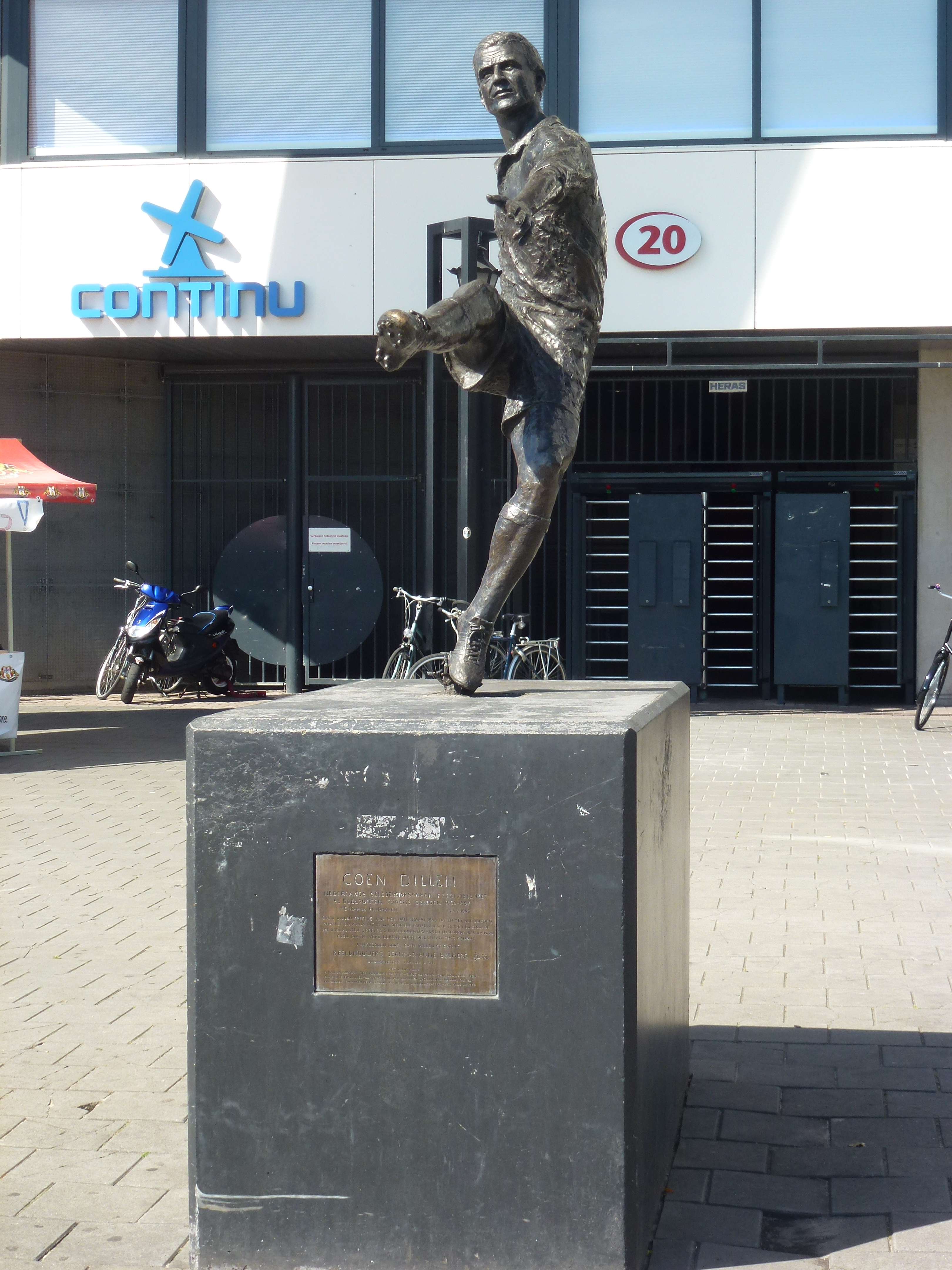
Standbeeld van Coen Dillen

Coen Dillen (Eindhoven, 5 oktober 1926 – Goes, 24 juli 1990) was een Nederlands voetballer. Hij kwam voornamelijk uit voor PSV en speelde vijf interlands voor het Nederlands voetbalelftal.

## Loopbaan
Dillen begon op elfjarige leeftijd met voetballen bij vv Brabantia uit Eindhoven. In het seizoen 1941/1942 begon hij aan zijn eerste periode bij PSV. Deze periode zou duren tot en met het seizoen 1945/1946, waarna hij terugkeerde naar Brabantia. In het seizoen 1949/1950 begon de 2e periode bij PSV, die tot en met het seizoen 1960/1961 zou duren. Daarna speelde hij nog twee seizoenen voor Helmondia '55.
In het seizoen 1956/1957 scoorde Dillen, bijgenaamd Het Kanon, 43 keer, wat tot heden (2025) nog steeds een record is. In totaal speelde hij 483 wedstrijden (waarvan 328 competitiewedstrijden) voor PSV. Daarin wist hij 429 keer (287 competitiedoelpunten) te scoren. Dillen speelde vijf interlands, waarin hij viermaal scoorde.
Na zijn actieve loopbaan is hij nog twee seizoenen trainer geweest van amateurvereniging Nuenen. In 1966 is hij definitief gestopt met voetballen en trainen. Coen Dillen had een sigarenzaak aan de Frederiklaan in Eindhoven, dezelfde straat waaraan het Philips Stadion ligt. Dillen overleed in 1990 op 63-jarige leeftijd tijdens een vakantie in Zeeland aan de gevolgen van een hartstilstand, zijn vierde.

## Carrièrestatistieken
| Seizoen         | Club            | Land            | Competitie                   | Competitie | Competitie | Beker | Beker | Internationaal | Internationaal | Overig | Overig | Totaal | Totaal |
| Seizoen         | Club            | Land            | Competitie                   | Wed.       | Dlp.       | Wed.  | Dlp.  | Wed.           | Dlp.           | Wed.   | Dlp.   | Wed.   | Dlp.   |
| --------------- | --------------- | --------------- | ---------------------------- | ---------- | ---------- | ----- | ----- | -------------- | -------------- | ------ | ------ | ------ | ------ |
| 1954/55         | PSV             | Nederland       | Eerste klasse C (Afgebroken) | –          | 14         | –     | –     | 0              | 0              | 0      | 0      | –      | 14     |
| 1954/55         | PSV             | Nederland       | Eerste klasse D              | –          | 25         | –     | –     | 0              | 0              | –      | 3      | –      | 28     |
| 1955/56         | PSV             | Nederland       | Hoofdklasse B                | –          | 34         | –     | –     | 2              | 0              | 0      | 0      | –      | 34     |
| 1956/57         | PSV             | Nederland       | Eredivisie                   | –          | 43         | –     | 1     | 0              | 0              | 0      | 0      | –      | 44     |
| 1957/58         | PSV             | Nederland       | Eredivisie                   | –          | 28         | –     | 5     | 0              | 0              | 0      | 0      | –      | 33     |
| 1958/59         | PSV             | Nederland       | Eredivisie                   | –          | –          | –     | 0     | 0              | 0              | 0      | 0      | –      | –      |
| 1959/60         | PSV             | Nederland       | Eredivisie                   | –          | 31         | –     | –     | 0              | 0              | 0      | 0      | –      | 31     |
| 1960/61         | PSV             | Nederland       | Eredivisie                   | –          | –          | –     | 12    | 0              | 0              | 0      | 0      | –      | –      |
| 1961/62         | Helmondia '55   | Nederland       | Tweede divisie               | –          | 20         | –     | 1     | 0              | 0              | 0      | 0      | –      | 21     |
| 1962/63         | Helmondia '55   | Nederland       | Tweede divisie B             | –          | 9          | –     | 0     | 0              | 0              | 0      | 0      | –      | 9      |
| Carrière totaal | Carrière totaal | Carrière totaal | Carrière totaal              | –          | –          | –     | 19    | 2              | 0              | –      | 3      | –      | –      |

## Nagedachtenis
Aan de oostkant van het PSV-stadion is een standbeeld te vinden van Coen Dillen en tevens is de museumachtige opgang aan de zuidkant van het Philips-stadion naar hem vernoemd, de Coen Dillen promenade. In 2006 verscheen een biografie van hem, Coen Dillen, Het Kanon van Jeroen van den Berk. Op 1 maart 2000 werd de Coen Dillen Stichting opgericht; in het bestuur zit onder andere Coens zoon Rob. De Coen Dillen stichting reikt elk jaar de Coen Dillen Trofee uit aan de topscorers van het jeugdvoetbal in Noord-Brabant. Dillen is tevens lid van verdienste van PSV.

## Erelijst
PSV
| Nationaal     |    |         |
| Landskampioen | 1x | 1950/51 |
| KNVB beker    | 1x | 1949/50 |